# مايك باتلر (كرة سلة)
مايك باتلر (بالإنجليزية: Mike Butler)‏ مواليد 22 أكتوبر 1946 في ممفيس، هو لاعب كرة سلة أمريكي سابق. بدأ مسيرته الاحترافية في سنة 1968. تم اختياره من قبل فريق هيوستن روكتس خلال الدرافت. يبلغ طوله 6 قدم 2 بوصة (1.9 م). اعتزل اللعب في 1972.

## روابط خارجية
- مايك باتلر على موقع سبورتس رفرنس (الإنجليزية)
- مايك باتلر على موقع كلية كرة السلة في سبورتس رفرنس.كوم (الإنجليزية)
- مايك باتلر على موقع ريلجم (الإنجليزية)
- مايك باتلر على موقع بروبوليرز (الإنجليزية)